# Liebenbachdenkmal

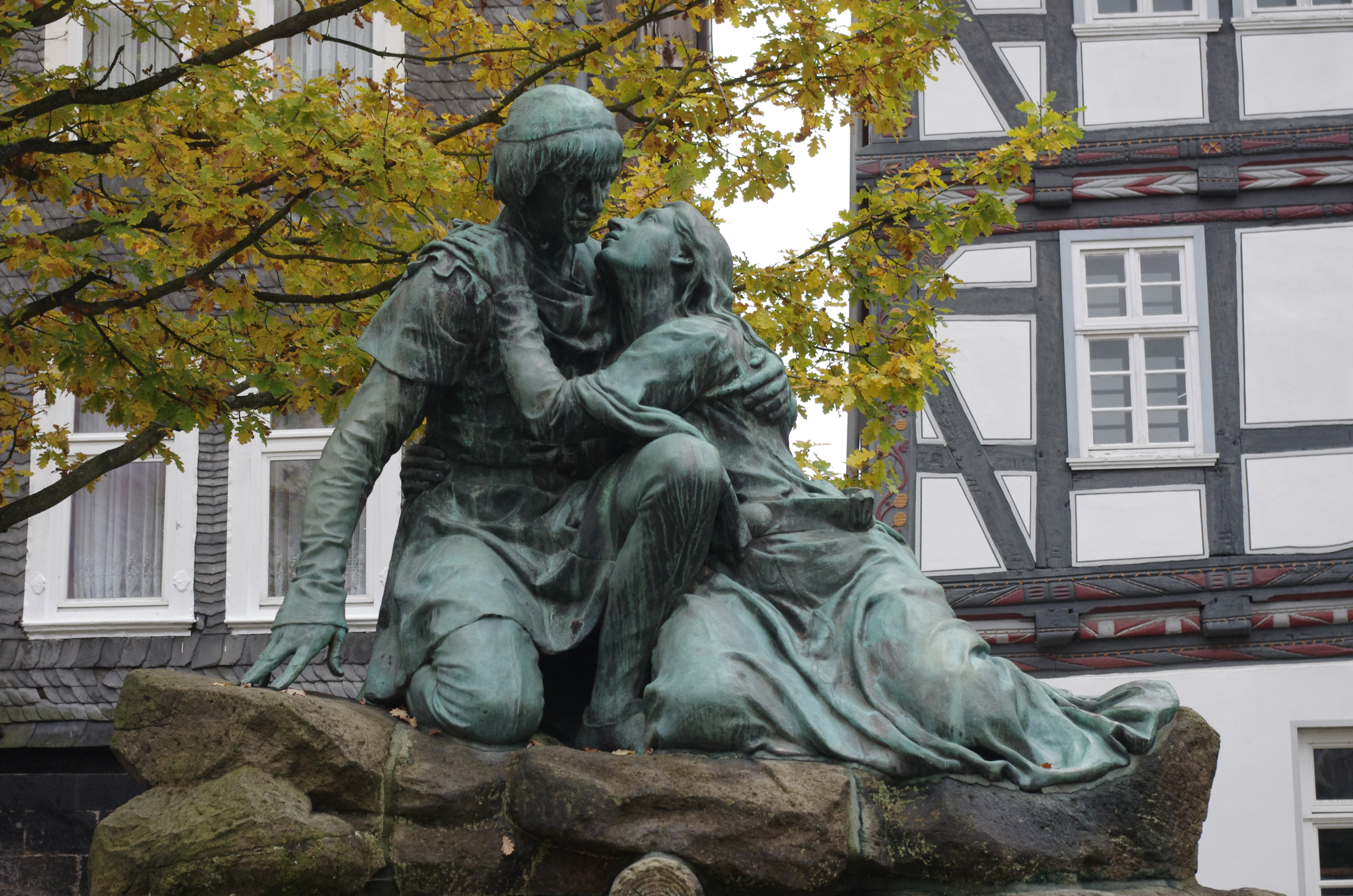
Liebenbachdenkmal

Das Liebenbachdenkmal ist ein Brunnen auf dem Marktplatz der nordhessischen Stadt Spangenberg.

## Denkmal
Das Denkmal wurde von dem 1851 in Spangenberg geborenen Kasseler Textil-Unternehmer Heinrich Salzmann gestiftet und 1902 eingeweiht. Es steht auf dem Spangenberger Marktplatz unweit des Rathauses. Der Steinkumpf, in den das Wasser fließt, stammt aus dem Jahr 1527. Der damals in Kassel tätige Bildhauer Erich Hösel modellierte die Figurengruppe und ließ sie in Bronze gießen. Das Wasser ist kein Trinkwasser. Rund um das Denkmal gibt es Sitzgelegenheiten, ein Baum spendet Schatten.

## Geschichte
Das Denkmal zeigt die Sterbeszene aus der Sage von Kuno und Else. Diese Sage ist in und um Spangenberg weit verbreitet. Mehrere Autoren haben eigene Versionen dieser sog. Liebenbachsage verfasst, deren wohl bekannteste die von Karl Engelhard aus dem Jahr 1909 ist. Bereits vor ihm griffen etwa die Brüder Grimm und Heinrich Bertelmann die Thematik auf. Zur Einweihung des Denkmals 1902 wurde das von Karl Goepfart komponierte Singspiel Die Liebesquelle zu Spangenberg mit Texten von Alberta von Freydorff uraufgeführt und zur jeweils 600-, 650- bzw. 700-jährigen Jubiläumsfeier der Verleihung der Stadtrechte an die Stadt Spangenberg durch die Herren von Treffurt erneut dargebracht (1909, 1959 und 2009). Es wurde auch in anderen Jahren ohne besonderen Anlass gezeigt.

## Die Sage
Nachfolgend eine Version der Sage im Wortlaut:

„Vor langen Jahren lebten in Spangenberg ein einfacher Handwerksbursch und eine reiche Bürgerstochter. Der Handwerksbursch hieß Kuno, das Mädchen Else. Beide hatten sich so lieb, daß sie zu heiraten gedachten. Aber die Eltern des Mädchens wollten von einer Heirat der beiden nichts wissen, denn sie waren reich und vermögend und wollten darum auch nur einen wohlhabenden Mann für ihre Tochter haben. Endlich willigten sie zu der Hochzeit ein, aber nur unter einer Bedingung. Sie sagten: " Wenn ihr die klare Quelle vom Bromsberg in die Stadt hineinleitet, so daß wir stets frisches und gutes Wasser haben, dann sollt ihr euch heiraten." Da es der Stadt bisher an gutem Trinkwasser mangelte, fingen beide an, eine Wasserleitung zu graben. Kuno und Else gruben unverdrossen, und ihr Fleiß hielt vierzig Jahre an. Als sie das Wasser der Quelle endlich zur Stadt geleitet hatten und sie von den Bürgern feierlich begrüßt und zur Kirch geführt werden sollten, fielen sie einander in die Arme und sanken tot zur Erde. Mit großem Wehklagen begruben die Spangenberger Kuno und Else und nannten den Bach - wegen der Liebe und Treue der beiden - den Liebenbach. Man sagt diesem Bach nach, daß alle, die davon trinken, nach Spangenberg zurückkehren und dort immer verweilen möchten.“